# Unterstreichen
Unterstreichen gehört in der Typografie zu den Formen der Schriftauszeichnung. Üblicherweise versteht man darunter die Unterlegung von Text mit einer Linie. Diese Auszeichnung wird in allen Darstellungsformen verwendet, weicht in der Textverarbeitung jedoch zunehmend anderen Auszeichnungen wie etwa Fettdruck oder Kursivsatz. Im übertragenen Sinn spricht man auch vom Unterstreichen einer Aussage (z. B. „Er unterstrich in seiner Rede die Bedeutung der …“). Dementsprechend werden unterstrichene Wörter beim Vorlesen meist besonders betont.

## Verwendung
Unterstrichen wird üblicherweise in handschriftlichen Manuskripten, wobei in Schriftstücken für den persönlichen Gebrauch keine Typografieregeln beachtet werden müssen. Auf der Schreibmaschine gehört das Unterstreichen zu den wenigen Auszeichnungsmöglichkeiten, die bei Geräten mit einem fest vorgegebenen Zeichensatz (darunter auch Non-Matrixdrucker) mit vertretbarem Aufwand umgesetzt werden können.
Technisch umgesetzt wird die Schriftauszeichnung durch den Unterstrich (zur Verwendung als einzelnes Zeichen siehe dort). Bei den einfachsten Modellen muss der Schreibwagen von Hand zurückbewegt und der zu unterstreichende Text mit dem Unterstrich überdruckt werden. Die meisten Modelle kennen jedoch das Unterstreichen als Auszeichnungsmodus, wobei vor jedem regulären Zeichen der Unterstrich als „Bedingte Tottaste“ vorausgedruckt wird. Da jedoch durch den Anschlagsdruck beim Farbband immer ein geringer (sichtbarer) Versatz auftreten kann, muss das Farbband in jedem Fall für beide Zeichen weiterbewegt werden.
Daneben gehört das Unterstreichen zu den Korrekturzeichen. Unterstrichen werden im Konzeptdruck Wörter oder Textstellen, deren Auszeichnung im endgültigen Druck anders dargestellt werden soll. Die Änderung (z. B. halbfett, Schriftart, spationieren) wird am Blattrand vermerkt.
In den chinesischen Schriften wird Eigennamenunterstreichung verwendet, um Personennamen, Ortsnamen/geographische Namen, Dynastiebezeichnungen, Organisationsnamen etc. im Text zu kennzeichnen.
In deutschen Wörterbüchern zeigt eine Unterstreichung unter einem Vokal (Beispiel: Fuß|tritt) oder mehreren Vokalen (Beispiel: ver|hee|rend) die Betonung und die lange Aussprache dieses Vokals bzw. dieser Vokale an.

## Verwendung in der Textverarbeitung
Praktisch alle Autoren, die sich mit moderner Typografie befassen, sind sich darin einig, dass das Unterstreichen in der Textverarbeitung generell vermieden werden sollte. Auch die DIN 5008 rät in ihrer Ausgabe von 2020 zum Verzicht auf Unterstreichungen.
Die Nachteile unterstrichener Schrift liegen in der Art der Umsetzung:
- Zeichen mit Unterlängen kreuzen sich mit der Unterstrichlinie oder berühren sie;
- Beim Unterstreichen ganzer Textteile erhält die Linie den unerwünschten Charakter eines Linienpapiers, sodass u. a. das Augenmerk nicht mehr auf die Schriftauszeichnung, sondern auf das Linienraster der Textzeilen gelenkt wird;
- der unterstrichene Text könnte für einen Weblink gehalten werden.

Die heutigen Darstellungsformen mit grafikfähigen Systemen bieten genügend alternative Auszeichnungsformen. Üblich sind u. a. Kursivschrift, Fettschrift (ebenfalls mit Einschränkungen), VERSALSCHRIFT, Kapitälchen oder Hervorhebungen mit Farbe oder einer zweiten Schriftart.
Sofern entgegen heutigen Typografiekonventionen dennoch unterstrichen werden soll, herrscht zwar Einigkeit darüber, dass es sich dabei um Ausnahmen handeln soll, nicht jedoch darüber, wie ein korrektes Unterstreichen umgesetzt werden soll. Insbesondere, ob sämtliche Buchstaben mit Unterlängen ausgespart werden sollen oder ob die Linie generell so tief gesetzt werden sollte, dass sie unterhalb der Buchstaben mit Unterlängen liegt, ist Gegenstand von Diskussionen in Internetforen.

## Umsetzung
Zum Unterstreichen gibt es folgende Möglichkeiten:
- Handschriftliche Texte werden traditionell am besten mit Lineal unterstrichen, wobei sowohl das Aussparen von Unterlängen als auch ihr Unterschreiten üblich sind.
- Auch auf der Schreibmaschine gehört das Unterstreichen mittels Unterstrich (manuell durch Rückführung und Überdrucken mittels Unterstrich oder durch eine automatische Funktion) weiterhin zu den akzeptierten Auszeichnungsstilen.
- Allgemein in der Textverarbeitung steht zwar das Unterstreichen als Formatierungsoption zur Verfügung, dennoch stehen mit alternativen Schriften und Schriftgrößen (v. a. bei Überschriften), Kursivdruck und andere Formatierungsoptionen genügend andere Stilmittel zur Textauszeichnung zur Verfügung. Unterstreichen falle hier „maximal negativ auf.“[5] Alternativ gibt es v. a. für Überschriften die Möglichkeit, Linienstile zu verwenden, z. B. eine zwischen linkem und rechtem Textrand durchgezogene Linie zwischen beiden Texträndern mit größerem Abstand zum Text als beim Unterstrich. Hierbei handelt es sich allerdings nicht um eine Schriftauszeichnung, sondern um eine im Aussehen ähnliche Rahmenlinie als Absatzformatierung und damit um ein Stilmittel in der Layoutgestaltung, wie sie z. B. auch für die Formatierung der Überschriften in Wikipedia verwendet wird.
- Im Internet gibt es mehrere Möglichkeiten:
  - Das Element „u“ (<u>unterstrichener Text</u> wird zu: unterstrichener Text) ist das klassische Element in HTML.[6]
  - Im CSS-Attribut text-decoration:underline; klingt bereits an, dass dem Unterstreichen eher Dekorationswert zuerkannt wird.[7] Sowohl in HTML als auch bei CSS werden Unterlängen geschnitten.
  - Will man Unterlängen nicht durchkreuzen, kann ersatzweise eine Rahmenlinie definiert werden. Mit <span style="border-bottom: 1px solid; padding-bottom: 1px">Beispieltext</span> ist beispielsweise sichergestellt, dass die Linie knapp unterhalb der „p“-Unterlänge erscheint: Beispieltext.[8]
- In LaTeX steht das Paket Soul zur Verfügung. \ul{unterstreichen} gibt den Text in geschweiften Klammern unterstrichen aus, wobei es vom Rendering abhängig ist, ob die Linie tief genug gesetzt wird, um die Unterlängen nicht zu durchschneiden.[9] Das Fachforum komascript.de merkt an, hier könne Kerning zum Problem werden, und im Übrigen stelle sich die Frage, „warum man etwas typografisch korrekt machen sollte, was man nach typografischen Gesichtspunkten besser bleiben lassen sollte.“[10]

## Linienstile für besondere Verwendungszwecke
Für einige Verwendungszwecke werden teilweise besondere Linienstile bevorzugt. So werden z. B. Rechenergebnisse (v. a. bei handschriftlichen Berechnungen) oder Rechnungssummen mit einer doppelten Linie unterstrichen. Unterstreichen mit einer punktierten Linie ist ein offizielles Korrekturzeichen, durch das ein fälschlich durchgestrichener Text nachträglich wieder für gültig erklärt wird.